# Задача Бёрнсайда
Задача Бёрнсайда — серия задач в теории групп вокруг вопроса о возможности определить конечность группы исходя лишь из свойств её элементов: должна ли быть конечно порождённая группа, в которой каждый элемент имеет конечный порядок, обязательно конечной.
Сформулирована Бёрнсайдом в 1902 году. Считается одной из ключевых задач теории групп.
При добавлении определённых условий получаются ограниченная задача Бёрнсайда, ослабленная задача Бёрнсайда.

## История
Первоначальные усилия были направлены в сторону положительного решения задачи, так как все известные частные случаи давали позитивный ответ. Например, если группа порождена {\displaystyle m} элементами и порядок каждого её элемента является делителем числа 4, она конечна. Более того, в 1959 году Кострикин (в случае простой экспоненты) и в 1980-х годах Зельманов (в случае примарной экспоненты) доказали, что среди конечных групп с данным количеством генераторов и экспонент существует наибольшая. Из классификации конечных простых групп и результатов Кострикина — Зельманова следует существование наибольшей конечной группы среди всех конечных групп с данным числом порождающих и данной экспонентой.
Тем не менее, общий ответ на задачу Бёрнсайда оказался отрицательным. 
В 1964 году Голод и Шафаревич построили бесконечную группу типа Бёрнсайда, не предполагая, что каждый элемент имеет равномерно ограниченный порядок. В 1968 году Новиков и Адян предложили отрицательное решение задачи с ограниченной экспонентой для всех нечётных экспонент больше 4381. В 1975 году Адян усовершенствовал метод и дал отрицательное решение задачи с ограниченной экспонентой для всех нечётных экспонент больше 665. В 1982 году Ольшанский нашёл несколько контрпримеров (в частности, монстра Тарского) для достаточно больших нечётных экспонент (более {\displaystyle 10^{10}}) и предоставил доказательство, основанное на геометрических идеях.
Случай чётной экспоненты оказался более сложным. В 1992 году Иванов анонсировал отрицательное решение для достаточно больших чётных экспонент, делящихся на большие степени числа 2 (детальное доказательство было опубликовано в 1994 году и заняло около 300 страниц). Позже в совместной работе Ольшанский и Иванов дали отрицательное решение для аналога задачи Бёрнсайда для случая гиперболических групп, при условии достаточно большой экспоненты.

## Условие задачи
Неограниченная задача Бёрнсайда. В конечно порождённой группе все элементы имеют конечный порядок. Хотя, возможно, в совокупности эти порядки не ограничены. Следует ли отсюда, что в группе конечное число элементов? 
Ограниченная задача Бёрнсайда. В конечно порождённой группе порядки всех элементов не превосходят заданного числа.  Верно ли, что это группа конечного порядка? 